# Karin Miller
Karin Margareta Miller, född 29 januari 1925 i Lysvik, Värmlands län, död 26 juli 1999 i Hedvig Eleonora församling i Stockholm, var en svensk skådespelare. 
Miller filmdebuterade i Rolf Husbergs Kärlek och störtlopp 1946 och kom att medverka i drygt 40 film- och TV-produktioner. 1973 hade hon rollen som skolfröken i serien Den vita stenen.
Miller är gravsatt i minneslunden på Skogskyrkogården i Stockholm.

## Filmografi (i urval)
- 1946 – Kärlek och störtlopp
- 1949 – Pippi Långstrump
- 1950 – Två trappor över gården
- 1953 – Ursula – flickan i finnskogarna
- 1953 – Vägen till Klockrike
- 1954 – Flicka utan namn
- 1955 – Luffaren och Rasmus
- 1955 – Blockerat spår
- 1955 – Resa i natten
- 1956 – Kulla-Gulla
- 1956 – På heder och skoj
- 1957 – Räkna med bråk
- 1957 – Gäst i eget hus
- 1958 – Laila
- 1961 – Pärlemor
- 1961 – Ljuvlig är sommarnatten
- 1962 – Åsa-Nisse på Mallorca
- 1963 – Åsa-Nisse och tjocka släkten
- 1965 – Kattorna
- 1965 – Salta gubbar och sextanter
- 1967 – Bränt barn
- 1969 – Eva – den utstötta
- 1969 – Herkules Jonssons storverk (TV-serie)
- 1970 – Kyrkoherden
- 1970 – Skräcken har 1000 ögon
- 1971 – Lockfågeln
- 1972 – Kärlek - så gör vi. Brev till Inge och Sten
- 1972 – Anderssonskans Kalle
- 1973 – Smutsiga fingrar
- 1973 – Stenansiktet
- 1973 – Den vita stenen (TV-serie)
- 1975 – Sängkamrater
- 1978 – Man måste ju leva...
- 1979 – Du är inte klok Madicken
- 1981 – Tuppen
- 1981 – Rasmus på luffen
- 1984 – Annika – en kärlekshistoria (TV-serie)
- 1985 – Dödspolare
- 1995 – Tre Kronor (TV-serie)
- 1999 – S:t Mikael (TV-serie)

## Teater

### Roller
| År   | Roll       | Produktion                                                   | Regi            | Teater                 |
| ---- | ---------- | ------------------------------------------------------------ | --------------- | ---------------------- |
| 1948 | Lorna      | Jane W. Somerset Maugham                                     | Ernst Eklund    | Vasateatern            |
| 1965 | Kvinna III | Isabella (Isabella, tre caravelle e un cacciaballe) Dario Fo | Frank Sundström | Stockholms stadsteater |